# Jersey County
Das Jersey County ist ein County im US-amerikanischen Bundesstaat Illinois. Im Jahr 2010 hatte das County 22.985 Einwohner und eine Bevölkerungsdichte von 24 Einwohnern pro Quadratkilometer. Der Sitz der Countyverwaltung (County Seat) ist in Jerseyville.
Das Jersey County liegt im Metro-East genannten östlichen Teil der Metropolregion Greater St. Louis um die Stadt St. Louis im benachbarten Missouri.

## Geografie
Das County liegt im Südwesten von Illinois, wo der Illinois River in den Mississippi mündet, und hat eine Fläche von 976 Quadratkilometern, wovon 20 Quadratkilometer Wasserfläche sind. Die südliche Grenze des County wird durch den Mississippi gebildet und ist auch gleichzeitig die Staatsgrenze zu Missouri. An das Jersey County grenzen folgende Countys:
|                | Greene County                 |                 |
| Calhoun County |                               | Macoupin County |
|                | St. Charles County (Missouri) | Madison County  |

### Flüsse im County
Neben den das County begrenzenden Mississippi und dem Illinois River gibt es noch eine Reihe kleinerer Flüsse im Jersey County:
| - Askew Branch - Briggs Branch - Haushalter Creek | - Otter Creek - Owl Branch - Phils Creek | - Possum Creek - Sandy Creek - Spring Creek |

## Geschichte
Das heutige Gebiet des Jersey County war früher die Heimat der Kickapoo-, Menomini-, Potawatomi- und Illini-Indianer. 1832 wurde die Ortschaft Hickory Grove umbenannt in Jerseyville und das erste Postamt eröffnet. 1835 wurde die erste öffentliche Schule von ganz Illinois hier errichtet.
Das Jersey County wurde am 28. Februar 1839 aus dem südlichen Teil des Greene County gebildet und wurde nach der Herkunft der meisten Siedler benannt – New Jersey.
Durch die günstige Lage und den fruchtbaren Boden entwickelte sich die Region sehr schnell zu einem bekannten Agrar-Gebiet. 1844 trat der Mississippi über die Ufer und zerstörte die Ortschaft Grafton. 1849 wurde das Gebiet durch die asiatische Grippe heimgesucht, die viele Tote forderte. Das heute noch benutzte Gerichtsgebäude wurde 1894 erbaut.

## Demografische Daten

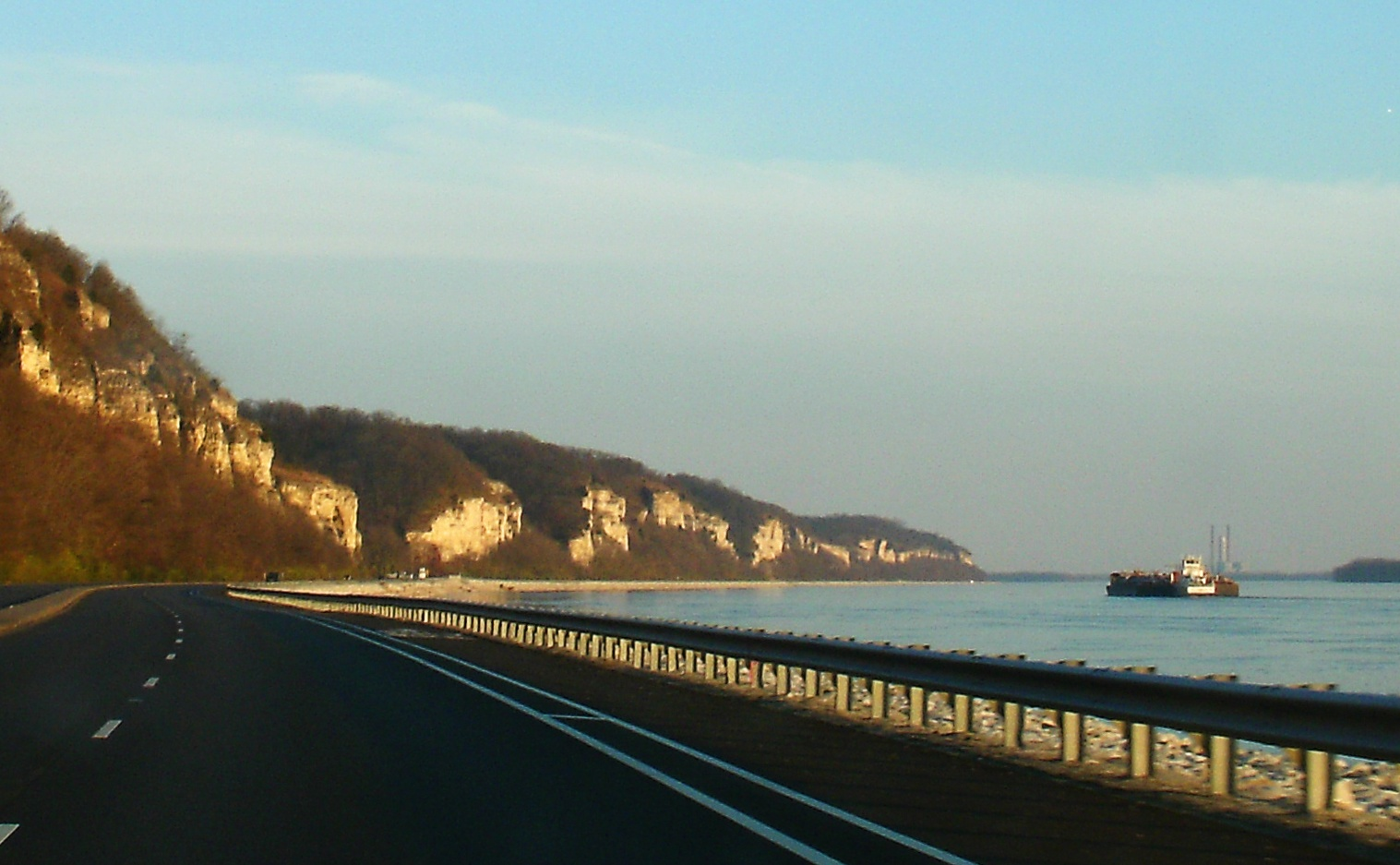
Great River Road bei Alton

Nach der Volkszählung im Jahr 2010 lebten im Jersey County 22.985 Menschen in 8642 Haushalten. Die Bevölkerungsdichte betrug 24 Einwohner pro Quadratkilometer. In den 8642 Haushalten lebten statistisch je 2,5 Personen.
Ethnisch betrachtet setzte sich die Bevölkerung zusammen aus 97,6 Prozent Weißen, 0,4 Prozent Afroamerikanern, 0,3 Prozent amerikanischen Ureinwohnern, 0,3 Prozent Asiaten sowie aus anderen ethnischen Gruppen; 1,2 Prozent stammten von zwei oder mehr Ethnien ab. Unabhängig von der ethnischen Zugehörigkeit waren 1,0 Prozent der Bevölkerung spanischer oder lateinamerikanischer Abstammung.
22,8 Prozent der Bevölkerung waren unter 18 Jahre alt, 61,6 Prozent waren zwischen 18 und 64 und 15,6 Prozent waren 65 Jahre oder älter. 50,7 Prozent der Bevölkerung war weiblich.

Das jährliche Durchschnittseinkommen eines Haushalts lag bei 48.573 USD. Das Prokopfeinkommen betrug 24.144 USD. 10,0 Prozent der Einwohner lebten unterhalb der Armutsgrenze.

## Ortschaften im Jersey County
Citys
- Grafton
- Jerseyville

Town
- Otterville

Villages
- Brighton1
- Elsah
- Fidelity
- Fieldon

Unincorporated Communities
| - Beltrees - Chautauqua - Delhi - Democrat Spring - Dow | - East Hardin - Kemper - Lake Piasa - Lockhaven - McClusky | - Miles Station - New Delhi - Newbern - Nutwood - Reardon | - Reddish - Rosedale - Spankey - Summerville |

1 – überwiegend im Macoupin County

## Gliederung
Das Jersey County ist in elf Townships eingeteilt:
| Township             | Einwohner (2010) | FIPS     |
| -------------------- | ---------------- | -------- |
| Elsah Township       | 2.462            | 17-23789 |
| English Township     | 487              | 17-24231 |
| Fidelity Township    | 715              | 17-25973 |
| Jersey Township      | 10.165           | 17-38401 |
| Mississippi Township | 2.041            | 17-49672 |
| Otter Creek Township | 1.035            | 17-56952 |

| Township          | Einwohner (2010) | FIPS     |
| ----------------- | ---------------- | -------- |
| Piasa Township    | 3.376            | 17-59598 |
| Quarry Township   | 1.174            | 17-62354 |
| Richwood Township | 653              | 17-63745 |
| Rosedale Township | 456              | 17-65689 |
| Ruyle Township    | 421              | 17-66482 |
|                   |                  |          |